# The Seafarers
The Seafarers è un film del 1953 diretto da Stanley Kubrick. Terzo e ultimo cortometraggio documentario di Kubrick, è il suo primo film a colori e gli fu commissionato dalla Seafarers International Union of North America, che ne supervisionò la produzione tramite lo staff della rivista Seafarers Log. Il film fu distribuito negli Stati Uniti il 15 ottobre 1953.

## Trama
Don Hollenbeck descrive i vantaggi dell'associazione alla SIU e mostra in dettaglio le diverse attività che un membro può svolgere durante la visita alle sedi del sindacato che sono sparse per le coste del paese, nonché i numerosi servizi offerti. Dai barbieri ai ristoranti, il film parla degli stabilimenti che offrono buoni sconti a coloro che aderiscono al sindacato. Esplora anche altri importanti benefici, come l'assistenza sanitaria, l'assicurazione e le borse di studio per i figli dei marinai. Infine, spiega anche alcuni dei diritti e degli obblighi di ogni membro, nonché come è organizzato il sindacato e come funzionano i suoi processi democratici.

## Distribuzione

### Edizioni home video
Il film fu distribuito in DVD-Video in America del Nord il 16 dicembre 2008 dalla Indian Relay Films; il DVD ha come contenuti speciali un commento audio dei registi Roger Avary e Keith Gordon e delle interviste testuali a Katharina Kubrick e Avary. Il 23 ottobre 2012 è stato incluso come extra nelle edizioni DVD e Blu-ray Disc di Paura e desiderio edite dalla Kino Lorber in America del Nord, mentre in Italia è stato distribuito per la prima volta come extra nelle edizioni home video dello stesso film edite da Rarovideo il 12 settembre 2013.